# Goose River, Labrador
Goose River är ett vattendrag i Kanada.   Det ligger i provinsen Newfoundland och Labrador, i den östra delen av landet, 1 400 km nordost om huvudstaden Ottawa.
Runt Goose River är det glesbefolkat, med 10 invånare per kvadratkilometer.